# Don't waste my time (Paul Hardcastle)
Don't waste my time is een nummer in de synthpop/disco/funk van Paul Hardcastle uit 1986. Hardcastle, vooral een toetsenist op synthesizer, liet het nummer zingen door Carol Kenyon. De single kwam wereldwijd hoog in hitlijsten te staan.
Het nummer gaat over een vrouw die gevolgd wordt door haar ex-liefde. Ze is hem echter beu en wil niet meer door hem gestoord worden. Ze zegt hem dat ze een nieuw leven gaat beginnen zonder hem.
In Nederland was de plaat op donderdag 13 maart 1986 TROS Paradeplaat   op Radio 3 en werd een radiohit. De plaat bereikte de 11e positie in de Nederlandse Top 40 en de 12e positie in de Nationale Hitparade. In België bereikte de plaat de 20e positie in beide Vlaamse hitlijsten.

## Hitnoteringen

### Nederlandse Top 40
| Positie: | 32 | 23 | 17 | 14 | 11 | 11 | 15 | 27 | 36 | uit |

### Nationale Hitparade
| Hitnotering: 15-03-1986 t/m 17-05-1986 | Hitnotering: 15-03-1986 t/m 17-05-1986 | Hitnotering: 15-03-1986 t/m 17-05-1986 | Hitnotering: 15-03-1986 t/m 17-05-1986 | Hitnotering: 15-03-1986 t/m 17-05-1986 | Hitnotering: 15-03-1986 t/m 17-05-1986 | Hitnotering: 15-03-1986 t/m 17-05-1986 | Hitnotering: 15-03-1986 t/m 17-05-1986 | Hitnotering: 15-03-1986 t/m 17-05-1986 | Hitnotering: 15-03-1986 t/m 17-05-1986 | Hitnotering: 15-03-1986 t/m 17-05-1986 | Hitnotering: 15-03-1986 t/m 17-05-1986 |
| Week:                                  | 1                                      | 2                                      | 3                                      | 4                                      | 5                                      | 6                                      | 7                                      | 8                                      | 9                                      | 10                                     |                                        |
| -------------------------------------- | -------------------------------------- | -------------------------------------- | -------------------------------------- | -------------------------------------- | -------------------------------------- | -------------------------------------- | -------------------------------------- | -------------------------------------- | -------------------------------------- | -------------------------------------- | -------------------------------------- |
| Positie:                               | 27                                     | 14                                     | 12                                     | 13                                     | 15                                     | 22                                     | 25                                     | 34                                     | 46                                     | 49                                     | uit                                    |

### Vlaamse Ultratop 50
| Hitnotering: 05-04-1986 t/m 10-05-1986 | Hitnotering: 05-04-1986 t/m 10-05-1986 | Hitnotering: 05-04-1986 t/m 10-05-1986 | Hitnotering: 05-04-1986 t/m 10-05-1986 | Hitnotering: 05-04-1986 t/m 10-05-1986 | Hitnotering: 05-04-1986 t/m 10-05-1986 | Hitnotering: 05-04-1986 t/m 10-05-1986 | Hitnotering: 05-04-1986 t/m 10-05-1986 | Hitnotering: 05-04-1986 t/m 10-05-1986 |
| Week:                                  | 1                                      | 2                                      | 3                                      | 4                                      | 5                                      | 6                                      | 7                                      |                                        |
| -------------------------------------- | -------------------------------------- | -------------------------------------- | -------------------------------------- | -------------------------------------- | -------------------------------------- | -------------------------------------- | -------------------------------------- | -------------------------------------- |
| Positie:                               | 39                                     | 39                                     | 20                                     | 23                                     | 33                                     | 34                                     | 40                                     | uit                                    |

### Vlaamse Radio 2 Top 30
| Hitnotering: 12-04-1986 t/m 03-05-1986 | Hitnotering: 12-04-1986 t/m 03-05-1986 | Hitnotering: 12-04-1986 t/m 03-05-1986 | Hitnotering: 12-04-1986 t/m 03-05-1986 | Hitnotering: 12-04-1986 t/m 03-05-1986 | Hitnotering: 12-04-1986 t/m 03-05-1986 |
| Week:                                  | 1                                      | 2                                      |                                        | 3                                      |                                        |
| -------------------------------------- | -------------------------------------- | -------------------------------------- | -------------------------------------- | -------------------------------------- | -------------------------------------- |
| Positie:                               | 16                                     | 20                                     | uit                                    | 22                                     | uit                                    |

### Andere landen
| Hitlijst              | Piekpositie | Aantal weken |
| --------------------- | ----------- | ------------ |
| Verenigd Koninkrijk   | 8           | ?            |
| Zwitserland           | 9           | 8            |
| Duitsland             | 15          | 12           |
| Ierland               | 15          | 4            |
| Nieuw-Zeeland         | 20          | 7            |
| VS (Dance Club Songs) | 31          | 6            |